# Ян Карник
Ян Ка́рник  (справжнє ім'я — Йозеф Світл; (*19 липня 1870, Нове Мєсто, Моравія — †27 грудня 1958) — чеський письменник, поет, прозаїк, публіцист і лікар.

## Біографія
Йозеф Світл навчався спочатку у гімназії в Брно, а потім поступив на медичний факультет Празького університету. Після цього пройшов лікарську практику в Опатовиці, а 1906 року повернувся у рідне місто, де залишився жити і працювати аж до смерті.

## Творчість
Карник відомий як професор так і літератор, при чому як прозаїк так і поет. Проте в літературній діяльності він не використовував своє справжнє ім'я, а послуговувався псевдонімом Карнік Ян.

## Праці

### Збірки поезій
- Chudobná žena (Худа жінка)
- Moravská symfonie a jiné básně (Моравська симфонія та інші вірші)
- Večery u krbu (Вечори біля каміна)
- Červená a bílá (Червоне і біле)
- Závětří (Затишок)
- Srdce a obrázky z pouti (Серце та картини з кайданів)
- Dooráno

### Антології
- Z polského Parnasu (З польського Парнасу)
- Poesie svobodné Polsky (Вільна Польська поезія)